# Beni Affet
Beni Affet (en español: Perdóname) es una serie de televisión turca de 2011, producida por Focus Film y emitida primero por Show TV y luego por Star TV.
La novela cuenta con un total de 8 temporadas divididas en 1477 episodios. El doblaje latino de la novela solo cuenta con las 4 primeras temporadas.

## Trama
Osman es un hombre con mucho poder acostumbrado a decidir el destino de todos, cuando uno de sus hijos se enamora de la criada, una muchacha adoptada por su esposa, hace lo posible por obstruir la relación, pero su soberbia lo llevará a meter a un enemigo dentro de su casa provocando un desencadenamiento de hechos desastrosos.
Los papeles principales los interpretan Feride y Cüneyt por un lado, y Bahar y Kemal por el otro. Kemal y Cüneyt interpretan a los dos hermanos y ambos se esfuerzan por casarse con la chica que aman. 
 Temporada 1 
Cuneyt y Feride se comprometen ante la oposición de su padre Osman Kozan. También aparece Eylul una joven rica y hermosa que intenta seducir a Cuneyt con la ayuda de Tunc, primo de Cuneyt.
Pero detrás de Eylul se encuentra Ayse, una niña a la que hace 22 años quemaron su casa y mataron a su familia, por eso ella viene en venganza en contra de Osman con Tunc que también quiere vengarse de Sure Kozan, su madre, quien lo abandonó cuando era un bebe y lo adoptó Edive Kozan hermana de Osman Kozan, lo que no saben es que Feride es hermana de Eylul quien ha estado buscando desde hace años y Sure la adoptó por cargo de conciencia
Bahar es una joven que vive en un barrio pobre junto a su hermana y su madre y ahí conoce a Kemal en el transporte y se enamoran también aparece Berat hijo de la empleada de los Kozan quien vivió desde la infancia enamorado de Bahar también es mejor amigo de Kemal mientras que Handan una joven rica y ambiciosa es la prometida de Kemal.
En su venganza Tunc planea separar a Feride y Cuneyt por su venganza para que así Eylul se case con Cuneyt y por eso contrata a Selim, un joven trabajador de los Kozan y amigo de Feride para que finja que se acostó con Feride y así termina el compromiso de Cuneyt y Feride la echan de la casa y rápidamente Eylul seduce a Cuneyt y se comprometen
Handan no soporta que Kemal la haya dejado y por eso junto a Berat los separan. Por ese motivo Handan le dice a Kemal que está embarazada cuando el hijo es de Berat (ya que fueron amantes) Kemal le cree y por su embarazo se casa con Handan y al poco tiempo Bahar se casa con Berat para salvar a Kemal
Tunc por los celos de que Eylul este atraída por Cuneyt rescata a Feride y le hace cree que el la salvo y poco después la mete a la empresa de los Kozan ante la oposición de la familia Kozan ahí aparece Oktay un hombre que mato así esposa y el cree ver a ella en Feride después de conquistarla logra que se comprometan
Bahar y Kemal no aguantan y se vuelven amantes y deciden huir ya que Handan perdió al bebé.
Feride escapa de su boda con Oktay por Cuneyt y él investiga y encuentra a Selim y este le confiesa todo (menos que Tunc fue el que lo contrató) Cuneyt arrepentido le pide perdón a Feride y esta lo rechaza ya que nunca le creyó, por esto Cuneyt, ebrio, decide casarse con Eylul ante la sorpresa de todos.
Handan escucha todo el plan de la huida debido a una llamada de Kemal y se lo cuenta a Berat.
Final de la temporada
Cuneyt se casa con Eylul, pero esta recibe un disparo ya que antes había contratado a alguien para que matara a Osman pero el matrimonio repentino hizo que ella se abalanzara sobre Osman y recibiera el disparo.
Feride iba a confesar su amor a Cuneyt por consejo de Tunc pero en camino fue secuestrada por Oktay. 
Mientras que Bahar lista para huir con Kemal lo espera pero apareció Berat y se llevó a la casa de campo de los Kozan donde abusó de ella mientras que Kemal sufrió un accidente en la carretera.
 Temporada 2 
Tunc intuye sobre el secuestro de Feride y convence a Cuneyt de ayudarlo a buscarla este se niega por Eylul que se recupera pero al final lo convence
Después del abuso Bahar intenta suicidarse pero al final va al hospital junto con Kemal pero no se encuentran Kemal se recupera y Bahar se refugia donde una vecina que paso lo mismo.
Feride está secuestrada por Oktay donde este le cambio el color y forma de su cabello para que nadie la reconociera.
Bahar le confiesa todo a su hermana Kader pero no a su familia ni a kemal por vergüenza. Al final kemal la encuentra y se reconcilian pero Bahar descubre que está embarazada.
Tunc y Cuneyt rescatan a Feride mientras que Oktay va a la cárcel y ésta estaba decidida a confesarle su amor a Cuneyt pero se entera de que se casó con Eylul También aparece Edive Kozan madre adoptiva de Tunc quien ve que entre Tunc y Feride una pareja y esta que fue secuestrada y posteriormente tiene un accidente hace jurar a su hermano Osman kozan antes de morir de que Feride y Tunc se casen. 
Bahar piensa que su embarazo es por culpa de Berat y decide abortarlo pero se descubre que el bebé es de Kemal, por eso Bahar suspende el aborto, pero cuando se lo iba a decir Kemal se fue y no lo alcanza, ya que Berat como prueba de amor a Bahar se da un disparo en la cabeza y Kemal como aún lo quería como su amigo decidió alejarse es por eso que Bahar ante la presión de su familia decide darle una oportunidad a Berat quien se recupera y cuando Kemal regresa descubre el embarazo deciden mudarse a la casa de los Kozan Kemal se divorcia de Handan y ella acepta ya que se enamoró de Umut el hermano mellizo de Bahar y a Berat le dan un millón y así después ambos separados deciden casarse pero en un proyecto de Kemal(que por culpa de Berat quien en venganza hace fracasar el proyecto)los deja endeudados 
Tunc después de la muerte de su madre queda en depresión y estaba a punto de suicidarse aparece Feride lo rescata y deciden casarse 
Final de la temporada 
Feride iba a casarse con Tunc pero aparece Cuneyt quien después de investigar y la confesión de su madre descubre que Tunc es su hermano por lo tanto Feride lo deja y Tunc es secuestrado.....
Bahar es secuestrada por una persona que lo endeudaron, por eso como venganza la secuestra, pero Bahar da a luz en esa casa. El
hombre deja a Bahar pero se lleva al pequeño Yusuf mientras que Kemal es arrestado por exceso de velocidad mientes iba a salvar a su esposa
Umut deja a Handan (ya que en las tantas veces que ella intento separarlos quemo la tienda de sevgi y casi eso hizo que hace tiempo Bahar y Kemal no se casen) es por eso que Handan arrepentida por perder el amor de su vida se suicida lanzándose desde una altura
Aparece Sahin padre de Bahar y sus hermanos quien dice que estuvo en la cárcel y por eso los abandono...
 Temporada 3 
Kemal negocia y recupera a su bebé  y viven felices un tiempo
Los Kozan quiebran por culpa de Eylul y Alpher su exnovio que aún sigue enamorado de ella y contratan a un hombre para que se junte con Ylidiz ya que ella se separó de Ferman y con video la extorciona y ella compra la casa de los Kozan
Eylul no se divorcia de Cuneyt ya que esta embarazada (en realidad de Tunc)
Umut en depresión se junta con Said un usurero que tiene que cobrar una deuda a Leyla una joven maltratada  por su tía por eso la raptan pero Said la reconoce y es su amor desde hace años por eso la obliga a casarse como pago de su deuda y ella acepta pero en el día de su boda la policía llega y arresta a Said por salvar a Umut y el le pide de que cuide a Leyla es por eso que el vuelve a su casa y le la presenta como su esposa pero Kader descubre todo en ese tiempo Umut y Leyla se enamoran y Said muere en un accidente no encuentran su cuerpo pero se cree eso y se vuelven novios.
Aparece Cesúr Karabey cuñado de Sahin quien en realidad es un hombre rico que solo volvió para que le donaran un riñón y gracias a la herencia de su suegro quien consideró un mejor heredero que Cesur y Cesúr quiere recuperar su herencia por eso quiere evitar que Sahin se recupere y por eso intenta raptar a Bahar para que no done su riñón pero justo aparece un grupo de hombres y ocurre una balacera Cesúr recibe un disparo y es ahí donde Bahar decide ayudarlo y huyen en un auto junto a unos hombres ella lo cuida por eso Cesúr se enamora de ella y le pregunta su nombre y ella le dice que Acise (ya que ella oyó que tenían que raptar a una Bahar y por miedo mintió).
Para acabar con Sahin, Cesúr decide hacer caer en una trampa a Bahar armando una escena donde parecía que ella mató a un hombre, y es sentenciada a cadena perpetua, donde en la cárcel la maltratan; allí conoce a Inci Karabey, hermana de Cesúr y cuñada de Sahin, una joven que tiene deudas y se vuelven amigas
Tunc aparece secuestrado por Alpher quien le hace cree que Cuneyt lo secuestro y vuelve para vengarse y secuestra a Cuneyt pero se da de cuenta que Alpher lo secuestro y va a vengarse pero Alpher casi lo mata es ahí donde Sure le dispara y Alpher tiene un accidente y muere
Kemal después de un tiempo logra comprobar la inocencia de su esposa sale de la cárcel y viven felices un tiempo Bahar espera a su otro bebe pero la familia quiere que aborte ya que Sahin con su médico falsifican un examen diciendo que el tiene muy poco tiempo cuando en realidad tiene un año y Kemal que sabe la verdad de Sahin lucha para que no aborten a su bebé ya que él quiere apresurarse por la vuelta de su esposa Semnen Karabey y volver con ella.
Sure confiesa a Tunc que es su madre y el finge no saber nada y le reclama.
Kemal arregla una operación en Irán para que Sahin se recupere.
Pero Semnen por celos hace trabajar a Sevgi y a Bahar como sus empleadas y ellas lo hacen ya que pensaba que eran poco trabajoso y por una supuesta deuda de la operación de Sahin al final sevgi se siente mal y Bahar continua con todo el trabajo y Semnen con una amiga la hacen abortar trabajando Kemal se entera de todo y le reclama a Sevgi por no cuidarla y amenaza con llevarse a Bahar y al pequeño Yusuf pero al final se calma
Vuelve Said  quien no murió y regresa por Leyla 
Sahin finge su desaparición después de que le donaron su riñón pero kemal y Bahar descubren todo cuando Bahar va al hotel (por una trampa de Cesur)donde se hospedaban Sahin y Semnen y los descubre  pero no le dice a nadie de su familia para que no sufran
Said después de enterarse de la relación de Umut y Leyla y hace de todo para poder separarlos donde incluso convence al papá de Leyla  un hombre que no le importa su hija solo sus apuestas y salvarse de la amenazas de Said para que la entregue a Leyla pero Umut se da de cuenta de que es una trampa y su plan falla 
Sahin se arrepiente y piensa divorciarse de Semnen para volver con su familia
Eylul compra la casa de los Kozan y Tunc su enpresa pero se descubre que el bebe tiene anormalidades 
Aparece la Edilek tia de Feride quien regresa en busca de su hermano(papá de Feride)y se encuentra con su sobrina y junto con Cuneyt investigan y descubre que su familia murió en un incendio. 
Sahin vuelve pero Semnen en venganza les cuenta a todos que Sahin es su esposo (menos a umut porque no estaba ) y lo echan de casa. 
Edilek junto a Cuneyt y Feride aprovecha y hacen una prueba de ADN para ella y para comprobar que el bebe de Eylul no es de él ya que su anterior plan de un hombre que fingio ser el papá de Eylul no resultó.
Sahin vuelve por presión de Umut pero más tarde se entera de todo pero no lo echan ya que Sahin no podía usar su dinero ni volver a su casa
Eylul se entera del plan y decide ir más antes que ellos, pero por su exceso de velocidad se accidenta y pierde al bebe y Cuneyt se encuentra con ella en el camino y la ayuda al final Tunc recoje el ADN y nadie se entera.
Sahin y Kemal se alian para acabar con Cesúr Karabey ya que Kemal descubrió que el envío a su esposa a la cárcel e incluso salvo a Sahin de la muerte y juntos esconden un dinero.
Después de despertar Eylul queda mal y por vengarse de su bebe va y apuñala a Cuneyt Feride lo encuentra y lo ayuda pero a ella se la llevan después la liberan y Cuneyt sobrevive.
Cesur descubre todo lo de Kemal y lo busca pero ahí se da de cuenta que Bahar es Acize y su odio aumenta más al enterarse de que él era su esposo. 
Eylul quería escapar pero Feride la encuentra y se la llevan a la cárcel donde hicieron un trato donde Eylul le devolvia todo a los Kozan y se divorciaban y el retiraria los cargos pero Eylul quería decir sobre Sure y la muerte de Alpher. 
Feride no cree a Edilek sea su tía pero la acepta y juntos con Cuneyt descubren que ella tiene una hermana Ayse y la buscan pero Tunc se entera de todo y evita que la busquen (ya que cree que quieren deshacerse de Eylul)por eso planean secuestrar a Feride como una amenaza para que no busquen a Ayse pero en el momento del secuestro Feride logra ver que Eylul esta detrás de todo esto 
Said en venganza enamora a Kader con el nombre Tolga. 
Kemal es secuestrado por Cesúr para que le diga donde esta el dinero. 
En el secuestro Eylul se entera de que Feride busca a su hermana Ayse y le pide ayuda a Edilek para que se hagan un ADN para saber si es su hermana pero ella esta casi segura
Semnen en venganza va con un tractor para que demuelan la casa deSevgi con ellos incluido pero el chofer se arrepiente y se va pero Semnen tiene una pistola con quien casi dispara a Bahar
Feride y Cuneyt se casan pero Eylul llega antes  (luego de librarse de un guardia que le impedía ir a la boda)y le dice a Feride que es su hermana y llega Edilek a confirmarlo con la prueba de ADN y le pide que no se case con el hijo que mato a su familia
Kemal se escapa pero esta mareado ya que (le dieron drogas para que hable) y en su huida es atropellado por un auto
Kader se casa con Tolga (Said)
Semnen intenta disparar a Sevgi pero Sahin se abalanza y recibe el disparo Semnen huye y al final muere....
tra familia pero lo perdona y lo ayuda en su planes.
 Temporada 4 
Kemal había perdido la memoria y es encontrado con Inci (quien fue amiga de Bahar en la prisión) se enamora de Kemal.
Feride y Eylul encuentra Aziz su padre que no ha muerto en el incendio 
Kemal persigue a Berat por haber violado a Bahar hace tres años y casi lo mata pero Osman lo detienen a Kemal mientras él se discuten y Berat huye.
Nazire le pide a Kemal que no mate a Berat
Cesur decidió matar a Berat y acusa falsamente a Kemal pero Berat logra sobrevivir y decide decir la policía que fue Cesur pero Cesur llega 
y atropella en un auto a Berat y muere.
Una mujer secuentra la bebé de Cüneyt y Feride pero la rescatar
Said intenta disparar a Umut pero Kader dispara Said y muere 
Bahar se intensa suicidarse porque Kemal se divorciara de ella y volver con Inci.
Tunc es asesinado y despiden de sus familias y muere
 Temporada 5 
Kemal se casa con Inci
Demir dispara a Inci
Demir un hombre que está enamorado de Bahar y el enciende fuego en la casa donde Kemal está y muere 
Temporada 6 
Feride conoce a Yaman y Cuneyt se divorcia de ella .
Feride y Yaman se casan
Bahar conoce a Onur y ambos se van a América junto con Yusuf
 Temporada 7 
Cuneyt conoce a otra mujer y ambos se van a América
Sure viaja al extranjero
Sevgi y Sahin se enteran de que Kader no es su hija
 Temporada 8 (Final) 
Kader revela de que Sevgi y Sahin no son sus padres 
Kader queda embarazada de Murat.
Un hombre intenta matar a Murat pero mata a Osman.
Luego iban al hospital pero el auto se averió y se quedaron en un árbol y ahí Osman muere.

## Reparto
- Şeyma Korkmaz como Feride Keskin. Es criada por la señora Sure y está enamorada de Cüneyt.
- Murat Danacı como Cüneyt Kozan. Es hijo de la familia Kozan enamorado de Feride. A partir de la temporada 7 conoce a otra mujer y ambos se van a América y abandona la serie.
- Gamze İğdiroğlu como Eylül Acsoy. Hermana de Feride y exesposa de Cüneyt, a partir de la temporada 5 abandona la serie.
- Gaye Turgut como Bahar Kayacan. Hija de Sevgi, exesposa de Berat y enamorada de Kemal. A partir de la temporada 6 Bahar se va América con Onur y su hijo, y abandona la serie.
- Mert Altınışık como Mehmet Kemal. Hijo de la familia Kozan, enamorado de Bahar y amigo de Berat en la infancia. A partir de la temporada 5 muere.
- Ulviye Karaca como Zühre. Esposa de Osmán, a partir de la temporada 7 abandona la serie.
- Nusret Şenay como Osman Kozan. Hombre rico de la familia, él decide todos el destino de sus hijos.
- Özgün Çoban como Tunç Yıldırım. Hijo de Sure. Está enamorado de Eylül en la temporada 4.
- Tolga Akman como Yaman Turan. Esposo de Feride desde la temporada 6 a la 8.
- Zeynep Yasa como Yıldız Kozan. Hija de la familia Kozan, esposa de Ferman. A partir de la temporada 6 abandona la serie.
- Ceren Yalazoğlu como Kader Kayacan. Hijatra de Sevgi, se enamora de Said pero él muere, y poco tiempo se enamora de Murat y queda embarazada de él.
- Hürmüzlü Ötüken como Ferman Varlı. Esposo de Yildiz y también está enamorado de Kader. A partir de la temporada 5 muere.
- Elif Şanlı como Handan İpek Kürkçü. Exesposa de Kemal y se enamora de Utmu. A partir de la temporada 2 se suicida y muere.
- Zeynep Aytek como Nazire Tekin. Madre de Berat, empleada de los Kozan
- Kerem Poyraz Kayaalp como Berat Tekin. Hijo de Nazire y ex marido de Bahar a partir de la temporada 4 muere asesinado por Cesur y abandona la serie
- İlkay Kayku Atalay como Sevgi Kayacan. Madre de Bahar.
- Deniz Evin como Umut Kayacan. Hijo de Sevgi
- Cüneyt Mete como Cesur Karabey. Hombre rico y aliado de Berat a partir de la temporada 4 decide acabar la vida de Berat lo atropella en un auto y muere. A partir de la temporada 5 muere y abandona la serie
- Yağmur özbasmacı Mermer como Inci Karabey. Hermana de Cesur

## Temporadas y Episodios
| Temporada | Temporada | Episodios | Rango de episodios | Emisión original         | Emisión original        | Canal de emisión                      |
| Temporada | Temporada | Episodios | Rango de episodios | Inicio                   | Final                   | Canal de emisión                      |
| --------- | --------- | --------- | ------------------ | ------------------------ | ----------------------- | ------------------------------------- |
|           | 1         | 190       | 1 - 190            | 17 de octubre de 2011    | 6 de julio de 2012      | Show TV (1 - 100) Star TV (101 - 190) |
|           | 2         | 205       | 191 - 395          | 3 de septiembre de 2012  | 14 de junio de 2013     | Star TV                               |
|           | 3         | 194       | 396 - 589          | 16 de septiembre de 2013 | 20 de junio de 2014     | Star TV                               |
|           | 4         | 204       | 590 - 793          | 1 de septiembre de 2014  | 2 de junio de 2015      | Star TV                               |
|           | 5         | 219       | 794 - 1012         | 1 de agosto de 2015      | 1 de julio de 2016      | Star TV                               |
|           | 6         | 195       | 1013 - 1207        | 19 de septiembre de 2016 | 16 de junio de 2017     | Star TV                               |
|           | 7         | 195       | 1208 - 1402        | 11 de septiembre de 2017 | 8 de junio de 2018      | Star TV                               |
|           | 8         | 75        | 1403 - 1477        | 17 de septiembre de 2018 | 28 de diciembre de 2018 | Star TV                               |